# 矢萩邦彦
矢萩 邦彦（やはぎ くにひこ）は、日本のジャーナリスト、教育者、俳諧師、シンガーソングライター、社会学研究者である。

## 経歴
神奈川県横須賀市出身。現在、株式会社スタディオアフタモード代表取締役CEO、知窓学舎塾長、一般社団法人リベラルコンサルティング協議会理事、鏡明塾塾長、NPO法人 其角座理事。
肩書きとして名乗っている“アルスコンビネーター（ArsCombinator）”は松岡正剛から付与された称号。ロンドンパラリンピック、ソチパラリンピックには公式ジャーナリストとして派遣されている。2014年横浜に、探究学習を啓蒙し日本を担う人材を育てる為、小学生から社会人までを対象にした統合型学習塾『知窓学舎』を設立。
複数の現場で活動を続ける「パラレルキャリア」の第一人者とされる。複業であることの重要性を語ることが多いが、近年は教育に主軸を置きつつあり、どちらかというと探究の第一人者としての活動が目立つ。「Yahoo!ニュース」でオーサーをつとめている。
Amazon著者ページによると2019年現在のプロフィールは下記の通り
1995年より教育・アート・ジャーナリズムの現場で「パラレルキャリア×プレイングマネージャ」としてのキャリアを積む。15000人を超える直接指導経験を活かし「探究×受験」をコンセプトにした統合型学習塾『知窓学舎』を運営、「現場で授業を担当し続けること」をモットーに実践教育ジャーナリスト・教育カウンセラーとしても活動を広げ、日本初の「バレエ×探究」を手がけるSHOW BALLET JAPANの監修顧問も務めている。
代表取締役を務める株式会社スタディオアフタモードでは人材育成・メディア事業に従事し、ロンドン・ソチパラリンピックには公式記者として派遣。主宰する教養の未来研究所では「教養と豊かさ」「遊びと学びの方法的結合」「キャリア編集」をテーマとした研究を軸に、研修・コンサルティング・ブランディング・監修顧問を手がける。一つの専門分野では得にくい視点と技術の越境統合を目指し探究する独自の活動スタイルについて、編集工学の提唱者・松岡正剛より、日本初の称号「アルスコンビネーター」を付与されている。
Yahoo!ニュース個人オーサー。
グローバルビジネス学会・日本アクティブ･ラーニング学会・日本産業カウンセリング学会・キャリアコンサルティング技能士会所属。一般社団法人リベラルコンサルティング協議会理事。LEGO®SERIOUS PLAY®メソッドと教材活用トレーニング修了認定ファシリテータ。俳号は道俠。受賞歴にイシス編集学校『典離』、Yahoo!ニュース『MVC（Most Valuable Comment）』

## 人物
「伝える」「編集」「教養」にこだわる活動家である。十代から予備校講師業とバンド活動、ジャーナリズム活動を並行。
編集工学の提唱者である松岡正剛に師事した後、江戸的私塾を復活させる活動として流浪の私塾「鏡明塾」を立ち上げて横浜を拠点に全国で講義講演を行っている。現在は多様な視点や倫理観を学生のうちから教えたいという想いから、「知窓学舎」塾長を務めながら様々な教育機関に関わっている。
ネットメディアとの関わりも深く、2001年から2015年まで生放送を続けていたネットラジオ番組『BETWEEN THE SHEETS』は日本屈指の歴史を持ち、インターネットブロードキャスティングの草分け的存在である。2002年に生放送ネットラジオ局である『LIVEonWIRE』を立ち上げるが、放送開始当時はネット上での生放送の価値を理解されず自腹で運営をしていた。NTTが展開していたVポータルサービスに非企業として初めてコンテンツを提供し、自らナレーションを担当した。
自らアナキストだと言うことがあるが、強制的な権力を嫌うだけで、混沌や暴力は嫌いだとも言っている。

## エピソード
- 私立浅野中学校・高等学校出身だが、「あまり真面目に行っていなかったので出身を語る資格がない」として学歴に関する話はほとんどしない[7]。シュリーマンの仕事への憧れから遺跡研究部に所属していた[4]。

- モノトーンを好む。特に黒にはこだわりがあり、"思考がニュートラルになる"という理由で服や文房具も黒で統一している[8]。

- 教育者としての活動の動機は1995年の阪神・淡路大震災の翌日、大学の同級生が死者数で賭けをしているのを目の当たりにし、義務教育に解決すべき問題があると感じたため[9]。

- 松岡正剛からは「矢萩邦彦を二文字で表した」という「道俠」の号も授与されており、主に俳号として使用している。また師範代を務めるイシス編集学校では、最も活躍した学衆に特別に与えられる最高栄誉賞「典離」に認定されている[10]。
- 目の前の人物や仕事を評価できず肩書きや所属でしか評価できない風潮を極端に嫌っており、出自や年齢・学歴などの明示を求められるような仕事は受けないらしい。

## メディア
テレビ
- Break Out（テレビ朝日）
- 本格報道INsideOUT（BS11）
- 佐藤しのぶ出逢いのハーモニー（tvk）
- めざましテレビ（フジテレビ）
- 田村淳の訊きたい放題（TOKYO-MX）
- サンデージャポン（TBS）

ラジオ
- Music Revolution（FMかしま,ゲスト）
- ヤハギの合法ヘヴンズドア（FMかしま,パーソナリティー）
- SOUND BRANDING RADIO（SHIBUYA-FM,レギュラーゲスト）
- Blue Ocean（TOKYO FM,ゲスト）

新聞
- 若手ジャーナリストと新聞（新聞通信,2015年1月1日）
- 青春スクロール　母校群像記・浅野高校編（朝日新聞金曜版朝刊,2015年2月6日）
- ムーミンの設問 良問？根拠弱い？　大学入試センター試験 議論続く（朝日新聞全国版教育面,2018年1月27日）
- 「競育」の時代（下）磨け 子どもの主体性日経新聞（日本経済新聞全国版夕刊,2019年11月19日）

WEB
- 越境ウォーカー（Yahoo!ニュース,連載）[11]
- 中学受験ナビ（マイナビ,連載）[12]
- BETWEEN THE SHEETS（LIVEonWIRE,パーソナリティー）

## 著作
- 『僕らが見えなくなるまえに』（太陽書房2006）
- 『中学受験を考えたときに読む本』（洋泉社2018）
- 『先生、この「問題」教えられますか？』（洋泉社2019）

## 関連人物
- 松岡正剛